# Francisco Palencia
Juan Francisco Palencia Hernández (født 28. april 1973 i Mexico City, Mexico) er en tidligere mexicansk fodboldspiller (angriber/midtbane).
Palencia spillede på klubplan størstedelen af sin karriere i hjemlandet, hvor han var tilknyttet Pumas UNAM, Cruz Azul og Chivas Guadalajara. Han vandt to mexicanske mesterskaber med Pumas og ét med Cruz Azul. I udlandet repræsenterede han den spanske La Liga-klub RCD Espanyol samt Major League Soccer-klubben Chivas USA fra Los Angeles.
Palencia nåede over en periode på 13 år at spille 79 kampe og score 12 mål for Mexicos landshold. Han repræsenterede sit land ved en lang række internationale slutrunder, heriblandt VM i 1998 i Frankrig og VM i 2002 i Sydkorea/Japan. Han var også med til at vinde guld ved de nordamerikanske mesterskaber CONCACAF Gold Cup i 1998, samt ved Confederations Cup 1999 på hjemmebane.

## Titler
Liga MX
- 1998 med Cruz Azul
- 2009 og 2011 Pumas UNAM

Copa MX
- 1997 med Cruz Azul

CONCACAF Champions League
- 1997 med Cruz Azul

Confederations Cup
- 1999 med Mexico

CONCACAF Gold Cup
- 1998 med Mexico